# 의왕 청계사 청계사사적기비
의왕 청계사 청계사사적기비(義王 淸溪寺 淸溪寺事蹟記碑)는 대한민국 경기도 의왕시 청계동 청계사에 있는 사적기비이다. 2014년 5월 9일 경기도의 유형문화재 제288호로 지정되었다.

## 개요
이 비석은 1689년(숙종15)에 제작된 청계사의 연혁을 기록한 것으로 1689년 청계사 입구에 세워졌다. 이 비는 화강암으로 비산을 만들었고 그 위에 팔작 지붕의 머릿돌을 얹은 양식을 취하고 있다. 높이 176㎝ 너비 92 ㎝, 두께 27㎝로 찬자(璨者)는 조운, 글씨는 윤창적에 의해 쓰여졌다. 전체적으로 비교적 글씨가 마모되지 않고 잘 남아있어 내용을 알아보는데 어렵지 않으며 탁본을 떠 의왕향토사료관에서 보관하고 있다. 내용을 살펴보면 청룡산의 청계사는 고려 시중 조정숙공의 별장이라고 이야기는 시작된다. 조정숙공은 조인규를 가리키는 말로써 조인규의 사람됨과 일대기가 기록되어 있고 조인규와 원나라 황실과의 관계가 나타나 있으며 청계사를 창건하여 왕을 축원하였다는 내용이 나온다. 또한 이곡의 문집인 「가정집(稼亭集)」에 조인규사당기가 기록되어 있다는 내용이 나온다. 그리고 비문의 끝 부분에서 청계사는 1689년 (숙종 15)에 화재로 소실되었다가 재건하였다는 사정들이 기록되어 있다.

## 같이 보기
- 조인규
- 의왕 청계사 조정숙공사당기비

## 참고 문헌
- 의왕 청계사 청계사사적기비 - 국가유산청 국가유산포털